# Inga capitata
Inga capitata är en ärtväxtart som beskrevs av Nicaise Auguste Desvaux. Inga capitata ingår i släktet Inga och familjen ärtväxter.

## Underarter
Arten delas in i följande underarter:
- I. c. brevicalyx
- I. c. capitata
- I. c. tenuior